# Oready

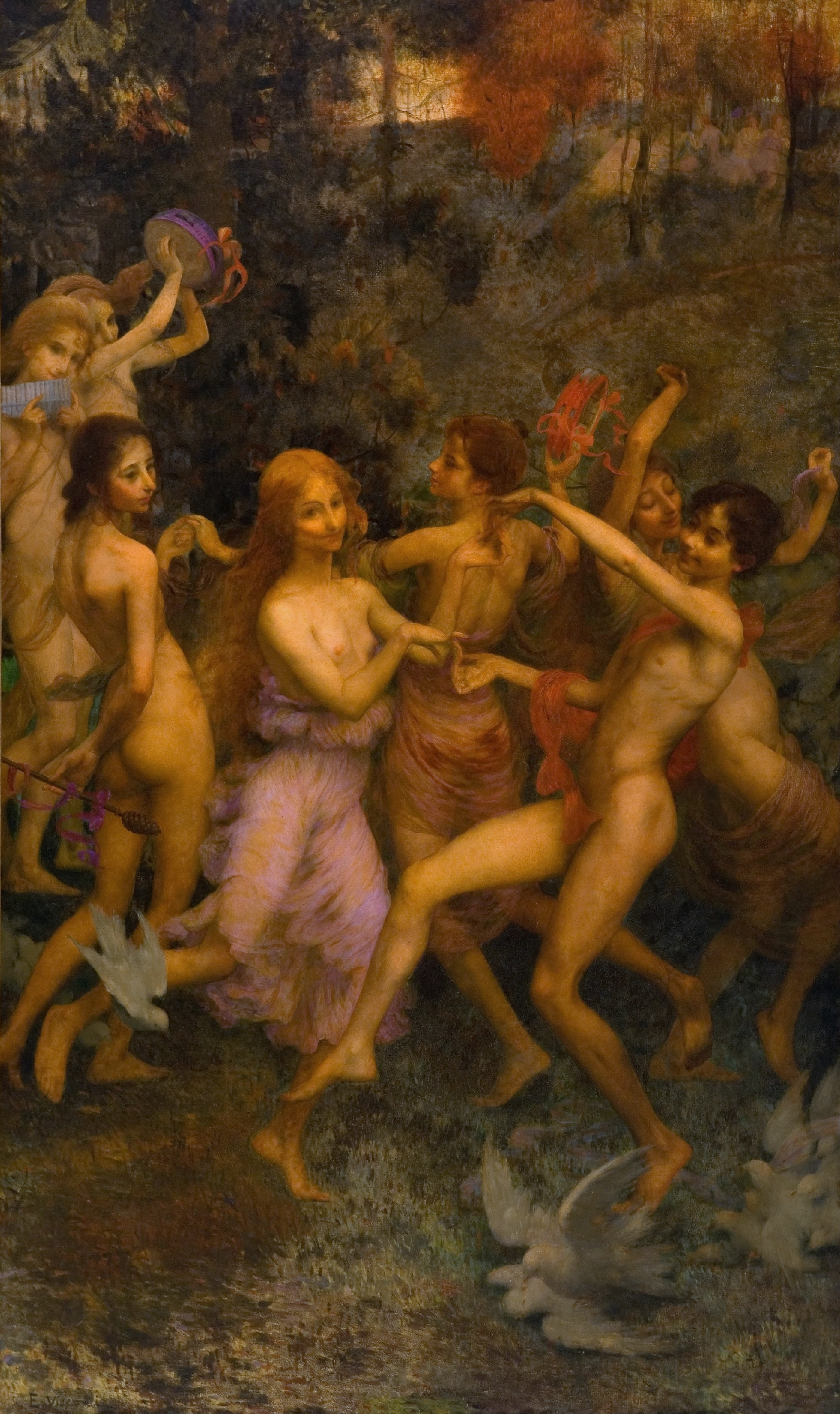
Oready na obraze

Oready (latinsky Oreades) jsou v řecké mytologii horské nymfy, bohyně či polobohyně.

## Prostředí
Oready jsou nymfy horských údolí i horských velikánů. Patřily mezi nejstarší božstva, zrodila je matka země Gaia zároveň s horami. Počet je neznámý, pojmenovány byly zpravidla podle hor, na jejichž stráních žily. K těmto nymfám patřila také Echó.